# Calmette Bay
Die Calmette Bay ist eine kleine Bucht an der Fallières-Küste des Grahamlands auf der Antarktischen Halbinsel. Sie liegt zwischen dem Camp Point im Nordwesten und dem Kap Calmette im Südosten.
Kartiert wurde sie bei der British Graham Land Expedition unter der Leitung des australischen Polarforschers John Rymill, der sie in Verbindung mit dem gleichnamigen, durch den französischen Polarforscher Jean-Baptiste Charcot benannten Kap nach dem französischen Journalisten Gaston Calmette (1858–1914) benannte.